# Зелёный Гай (Бильмакский район)
Зелёный Гай (укр. Зелений Гай) — село,
Зразковский сельский совет,
Бильмакский район,
Запорожская область,
Украина.
Код КОАТУУ — 2322783004. Население по переписи 2001 года составляло 244 человека.

## Географическое положение
Село Зелёный Гай находится между реками Мокрая Конка и Сухая Конка (1,5 км),
на расстоянии в 2,5 км от села Зразковое.
По селу протекает пересыхающий ручей с запрудой.
Рядом проходит автомобильная дорога Т-0815.

## Происхождение названия
На территории Украины 52 населённых пункта с названием Зелёный Гай.